# Ética judaica
Ética — Ethos — A ciência da moral ou do dever humano; a apresentação sistemática dos princípios fundamentais da conduta humana e das obrigações e deveres dedutíveis dela. Inclui-se à exposição das virtudes e seus opostos que caracterizam a conduta humana em proporção ao grau em que o homem está sob a consagração do senso de obrigação e de realizar os conceitos fundamentais de conduta correta. A Ética é dividida em:
Teórica: Princípios, objetivos e ideias que regulam; Virtudes que caracterizam e conduzem—a natureza, a origem e o desenvolvimento; consciência de como participar e julgar a ação humana.
Filosófica: abrange o desenvolvimento sistemático da éticas teoria e prática a partir de uma construção anterior (materialista ou idealista) da vida e seu significado (otimista ou pessimista).
Religiosa: encontra os princípios e objetivos da vida nos ensinamentos da religião, e prossegue desenvolvendo-se a partir das demandas e deveres que o devoto da religião deve cumprir.
Aplicada: a ética aplicada apresenta um esquema de ação aplicável às várias relações da vida humana e do trabalho; E estabelece quais são os direitos e deveres que estão envolvidos nessas relações.
Geral: a ética também pode ser tratada descritivamente; este método inclui um exame histórico, baseado em dados coletados pela observação, da conduta real, individual ou coletiva, do homem, e é assim distinto da ética como dinâmica e normativa, exigindo o cumprimento de um determinado padrão resultante de certos princípios fundamentais e objetivos finais.

## Ética judaica
Baseia-se nos conceitos e ensinamentos fundamentais do judaísmo; estes estão contidos, embora não em fórmulas sistematizadas, na literatura judaica. Como a preocupação da teologia judaica é coletar os dados espalhados por toda essa vasta literatura, e interpretar a partir deles o sistema subjacente de crença e pensamento, assim é dá ética judaica extrair da vida dos judeus e da literatura do judaísmo a princípios reconhecidos como obrigatórios e de fato regulando a conduta dos adeptos do judaísmo, bem como os objetivos finais apreendidos pela consciência do judeu como o ideal e o destino estabelecidos perante o homem e a humanidade. Isto implica recorrer a ambos os métodos, o descritivo e o dinâmico. A ética judaica mostra como o judeu agiu, e como ele deveria agir, sob a consagração dos princípios e preceitos de sua religião. A ética judaica pode ser dividida em: Bíblica; Apócrifa; Rabínica; Filosófica; Moderna.
Sob o último, será discutida a relação concordante, ou discordante, da ética judaica com a doutrina ética, derivada das teorias avançadas pelas várias escolas filosóficas modernas.

### Bíblica
Os livros que formam o cânon são as fontes de onde podem ser extraídas informações relativas à ética dos tempos bíblicos. Estes escritos, cobrindo um período de muitos séculos, refletem uma rica variedade de condições e crenças, que vão desde a cultura e o culto das tribos nômades dos pastores até o refinamento da vida e da lei de uma população urbana sedentária, do primitivo clã henoteísta à ética monoteísmo dos profetas. Os escritos representam ainda dois tipos distintos: A teocracia sacerdotal do Código Sacerdotal e o universalismo da série da Sabedoria. O messianismo apocalíptico das visões escatológicas.
"Assim, pareceria uma suposição injustificada tratar a ética da Bíblia como uma unidade, fluindo de um princípio dominante e florescendo no reconhecimento de certas linhas definidas de conduta e obrigação."
Em vez de um sistema de ética, muitos teriam que ser reconhecidos e expostos à luz dos documentos; por exemplo, alguém sob a obsessão de concepções distintamente tribais, segundo as quais o insulto e a lesão envolvem a obrigação de se vingar: E que não reconhece o direito de hospitalidade; outro sob o domínio das ambições nacionais, com um tom decididamente não-humano. Mas deve ser lembrado que o resultado final desta evolução foi o monoteísmo ético, e que sob as ideias envolvidas nela a literatura bíblica foi finalmente canonizada, muitos livros sendo trabalhados de acordo com a convicção religiosa posterior, de modo que apenas algumas indicações fragmentárias, permanecem de antigos conceitos éticos, que estavam em desacordo com aqueles que surgiram de uma compreensão mais nobre e mais pura da relação de Israel com seu Deus e Sua natureza.
A escola crítica, ao admitir que o cânon foi coletado quando o monoteísmo ético tinha obliterado todas as concepções religiosas anteriores, é virtualmente uma, na medida em que o caráter evidencial dos livros sobre as posições éticas finais da Bíblia entra em cena, com o escola tradicional, segundo a qual o monoteísmo da Bíblia é devido à revelação divina, a partir do qual as várias fases do politeísmo popular são propositadamente desvirtuadas. É, portanto, admissível na apresentação da ética bíblica negligenciar as indicações de divergências anteriores, enquanto tratando-a como uma unidade, independentemente das questões quando e se o seu ideal foi plenamente realizado na atualidade. O tratamento é mais difícil devido ao caráter dos escritos bíblicos. Eles não são tratados sistemáticos. O material que eles contêm deve muitas vezes ser reformulado, e princípios devem ser deduzidos do contexto que não são explicitamente declarados no texto.

#### Autônomo em sanção.
Com estas precauções e qualificações mantidas em vista, é seguro sustentar que o princípio subjacente aos conceitos éticos da Bíblia e do qual derivam os deveres e virtudes positivos é a unidade e santidade de Deus, em cuja imagem o homem foi criado, e como cujo povo sacerdote entre as nações Israel foi nomeada. Um exponencial da vida do divino no humano é o summum bonum, o propósito dos propósitos, de acordo com a doutrina ética dos livros bíblicos. Esta vida é uma possibilidade e uma obrigação envolvida na humanidade de todo homem. Pois todo homem é criado à imagem de Deus. Em virtude disso, o homem é nomeado soberano sobre tudo o que está na terra. Mas o homem é livre para escolher se vai ou não viver para cumprir essas obrigações. Das histórias de Gênesis, é evidente que a Bíblia não considera a moralidade como contingente a uma proclamação antecedente e autoritária da vontade e lei divinas. A lei moral repousa sobre a natureza do homem como a semelhança de Deus, é expressiva disso. É, portanto, autônomo, não heterônomo. A partir desse conceito de vida humana flui e segue necessariamente sua qualidade ética como sendo obrigada a cumprir a intenção divina que é, na realidade, sua própria intenção.
Enoque, Noé, Abraão e outros heróis da tradição, representando gerações que viveram antes da revelação Sinaítica da Lei, são concebidos como levando uma vida virtuosa; enquanto, por outro lado, o assassinato de Caim e os vícios de Sodoma ilustram o pensamento de que a justiça e seu reverso não são criações intencionais e distinções de uma vontade divinamente proclamada, mas são inerentes à natureza humana. Mas Israel, sendo as pessoas com as quais Deus fez sua aliança por causa dos Patriarcas que O amavam e por isso foram amados por Ele—não tendo nenhuma outra reivindicação a uma distinção excepcional do que esta—está sob a obrigação como servo e povo de Deus. Que é para ilustrar e realizar em todas as relações da vida humana, individual e social, as implicações da semelhança de Deus do homem. Portanto, para Israel, o objetivo e o fim, o summum bonum, tanto em seus indivíduos como no todo, é ser santo. Israel é um povo santo, pois Deus é santo. Assim, a lei moral corresponde à intenção histórica de Israel, expressando o que Israel sabe de seu próprio, destino e dever de serem mais íntimos. Israel e Deus são dois fatores de uma equação. A lei divina resulta da própria divindade de Israel. É somente no aparente, e não no real, que esta lei é de origem estranha. É o complemento necessária da identidade histórica de Israel. Deus é o legislador porque ele é o único governante de Israel e seu juiz e ajudador. Israel fiel a si mesmo não pode ser infiel à lei de Deus. Portanto, a lei de Deus é a vida mais elevada de Israel. O caráter estatutário da ética do Antigo Testamento é apenas o elemento formal, não sua distinção essencial. Para este Deus, que, é a mais alta manifestação de qualidades éticas. Andar em Seus caminhos, portanto, implica a obrigação de ser, como Ele, misericordioso, etc. Este Deus é Santo.

#### Ética Familiar.
Por isso, grande ênfase é dada à reverência pelos pais. Central para o organismo social é a família. Sua cabeça é o pai; mas a mãe como igual tem com ele o direito de ser honrada e respeitada por filhos e filhas. A monogamia é o ideal. O casamento dentro de certos graus de consanguinidade ou em relações que surgem de uniões conjugais anteriores é proibido; a castidade é considerada como de maior momento; e abominações às quais os cananeus eram viciados são especialmente odiadas. O filho indisciplinado e desrespeitoso é considerado a encarnação da maldade. Como a virtude e a justiça fluem do reconhecimento do Deus Santo, a idolatria é a progenitora do vício e da opressão. Para este julgamento, a história forneceu provas suficientes. Portanto, a ética do Pentateuco não mostra tolerância nem aos ídolos nem aos seus adoradores. Ambos sendo fontes de contaminação e corrupção, eles tiveram que ser arrancados pelas raízes e segs. Casamentos com as tribos nativas eram, portanto, proibidos, pois Israel deveria ser um povo santo. Para a família pertencia também os escravos. Embora a escravidão, em certo sentido, tenha sido reconhecida, o espírito moral da legislação do Pentateuco havia modificado essa instituição universal da antiguidade (ver Crueldade; Escravidão). O tempo de serviço do escravo hebreu era limitado; a escrava gozava de certas imunidades. Lesões levaram a manumissão. O roubo de homens (caça de escravos) acarretava a morte. O estranho, também, estava dentro do pacto de considerações éticas. Tu o amarás como a ti mesmo, uma lei cuja fraseologia prova que no precedente amarás o teu próximo como a ti mesmo. Vizinho não conota exclusivamente um israelita. Deveria haver uma lei para o nativo e o estrangeiro. Assim como o estranho, assim também os pobres, a viúva, o órfão eram elogiados pela solicitude especial dos justos (veja: Leis dos Pobres; Usura.).

#### Virtudes Altruístas.
Nos negócios com os homens, honestidade e veracidade são absolutamente pré-requisitos. Roubar, lisonja, falsidade, perjúrio e falso juramento, opressão, mesmo que seja apenas para conter os ganhos do homem de passagem durante a noite, estão sob a proibição; as crueldades e desonestidades mais grosseiras são proibidas, assim como os refinados; e a surdez e a cegueira têm o direito de considerar gentilmente aquele que foi afligido por qualquer uma dessas enfermidades. A reputação de um homem era considerada sagrada. Insultos de contos e insinuações indelicadas eram proscritos, assim como o ódio do irmão no coração da pessoa. Uma disposição vingativa e implacável é antiética; a reverência pela velhice é inculcada; justiça deve ser feita; peso certo e apenas medida são exigidos; a pobreza e as riquezas não serão consideradas pelo juiz. O animal estúpido reclama o compreensivo ajuda do homem, mesmo que ele pertença a um inimigo. Este epítome dos mandamentos e proibições positivas, facilmente ampliados, são suficientes para mostrar o alcance das relações éticas consideradas pela lei. Como uma nação santa, a vida pública e privada de Israel estava sob consagração; justiça, veracidade, solicitude pelos fracos, obediência e reverência àqueles em autoridade, respeito pelos direitos dos outros, fortes e fracos, um espírito perdoador e sincero, amor pelo próximo e misericórdia pela besta, e a castidade aparecem como as virtudes que florescem da justiça do Pentateuco.

#### Motivo da moralidade.
Tem sido frequentemente sugerido que o motivo da ação ética no Pentateuco é o desejo de prosperidade material e a ansiedade de escapar do desastre. Esta visão confunde descrição de fato com sugestão de motivo. O legislador do Pentateuco se dirige sempre à nação, não ao indivíduo. Em seu sistema Israel está sob disciplina divina, destinada a torná-lo em medida cada vez mais digna e adequada para ser uma exponencial nação santa do Deus santo. Os desastres físicos e políticos que, do ponto de vista dos críticos modernos, eram experiências reais no tempo do Deuteronomista, eram consequências da deslealdade de Israel. Somente o arrependimento de seus maus caminhos e a adoção de caminhos concordantes com seu dever histórico interno acabariam com a disciplina punitiva divinamente designada e necessária. O motivo da auto-realização ética de Israel como povo santo, no entanto, não é desejo de prosperidade ou medo de desastre. É ser fiel à sua designação como o sacerdote-povo. Dessa relação histórica de Israel para com Deus flui, sem recompensas ou penalidades ulteriores, o fluxo límpido da moralidade do pentateuco.

#### Ética Profética.
Para os Profetas, também, o caráter distinto de Israel é básico, assim como a obrigação de todos os homens de levar uma vida justa. Os elementos ritualísticos e as instituições sacerdotais incidentais à designação de Israel são considerados secundários pelos profetas pré-exílicos, enquanto o lado intensamente humano é enfatizado. Israel é escolhido, não por mérito próprio, mas como tendo sido sozinho escolhido por Deus; sua conduta está sob escrutínio mais rígido do que qualquer outra pessoa. Israel é a esposa, a noiva. Esta aliança é uma do amor; é selado pela retidão e lealdade. A idolatria é um abandono adúltero de Deus. Dessa infidelidade procede todo tipo de vício, opressão e falsidade. A fidelidade, por outro lado, leva a agir justamente e com misericórdia amorosa. Dissolução dos laços de confiança e desrespeito da obrigação de manter a fé de cada homem com seu companheiro caracteriza os piores momentos. Falsidade, maliciá, derramamento de sangue, são os horrores que acompanham os períodos de iniquidade. Verdade e paz os homens amam. O adultério e a mentira são castigados; orgulho é reprovado; a riqueza ilícita é condenada. Glutonaria e intemperança, ganância e frivolidade, são abominadas. O presunçoso e os escarnecedores são ameaçados de destruição. Mas bondade para com os necessitados, benevolência, justiça, piedade para com o sofrimento, uma disposição amante da paz, um espírito verdadeiramente humilde e contrito, são as virtudes que os Profetas demonstram emulação. A lealdade cívica, mesmo a um governante estrangeiro, é impelida como um dever. Aprender a fazer o bem é a nota-chave do apelo profético; assim o fim dos tempos será de paz e justiça; a guerra não existirá mais.

#### Nos Salmos e na Literatura da Sabedoria.
Nos salmos e livros de sabedoria, a ênfase nacional é reduzida a um mínimo. O homem bom não é tanto um judeu como um homem. O caráter universal da ética bíblica é assim verificado. Jó indica a conduta e os princípios do homem verdadeiro. Todos os homens são feitos por Deus. A imagem de um homem desprezível é de; «Uma pessoa sem valor, homem de iniquidade, ele é aquele que anda com a boca perversa; quem pisca com os olhos, quem sinaliza com os pés, quem faz movimentos com os dedos; em cujo coração há perversidade, que inventa o mal continuamente, que semeia sempre a discórdia. Portanto, a sua calamidade virá subitamente. Ele será quebrado de repente, e isso sem remédio.» (Provérbios 6:12–15) e o catálogo daqueles a quem Deus odeia enumera o orgulhoso, o enganoso, o resgatador de sangue inocente, um coração cheio de intrigas e pés correndo para fazer o mal; um mentiroso, uma falsa testemunha e aquele que leva os homens a brigar. O ideal da mulher é retratado na canção da verdadeira dona de casa, enquanto Salmos xv. e xxiv. esboçá o tipo de homem que a ética de Israel produzirá. Ele anda em retidão, pratica a justiça e fala a verdade em seu coração. Ele não deprecia. O motivo de tal vida deve ser permitido habitar no tabernáculo de Deus, na fraseologia moderna, estar de acordo com o divino dentro de si mesmo. O sacerdócio do único Deus de Israel está aberto a todos os que andam em seus caminhos. A ética da Bíblia não é nacional nem legalista. Seu princípio é a santidade do verdadeiramente humano; esta santidade, alcançável e obrigatória para todos os homens, é, no entanto, para ser ilustrada e realizada por e em Israel como o povo santo do único Deus santo.
O temperamento da ética da Bíblia não é ascético. A sombra do pecado não é sobre a terra e o homem. Alegria, a alegria de fazer o que Deus pede e o que a lei do próprio ser humano exige, de boa vontade e da plena liberdade de sua própria adaptação a esta lei interior, é a nota clara da avaliação ética da vida do Antigo Testamento. O mundo é bom e a vida é preciosa, pois ambos têm seu centro e origem em Deus. Ele lidera os homens de acordo com os Seus propósitos, que acontecem com e sem a cooperação dos homens. É privilégio do homem se colocar do lado do divino. Se encontrado lá, a força é dele; ele não pode cair nem tropeçar; porque a justiça é central em tudo. Mas se ele não for fiel à lei de sua vida, se ele se esforçar para ignorá-lo ou substituí-lo pela lei do egoísmo, qual é a lei do pecado, ele falhará. O caminho do perverso Ele virou de cabeça para baixo (Sl. I.). A ética alcança assim além do humano e terrestre, e está relacionada ao eterno. Ética e religião estão na Bíblia e são inseparáveis.

### Na literatura apócrifa
A ética de forma sistemática e separada da crença religiosa é tão pouco encontrada na literatura apócrifa ou judéia-helenística como na Bíblia, embora a filosofia grega tenha influenciado grandemente escritores alexandrinos como os autores de IV Macabeus e o Livro da Sabedoria (veja: Virtudes Cardeais), acima de tudo, Philo. No entanto, o progresso decidido é perceptível tanto na concepção quanto na acentuação da ética teórica desde a época em que os judeus entraram em contato mais próximo com o mundo helênico. Antes desse período, a literatura da Sabedoria mostra uma tendência de se dedicar unicamente às obrigações e problemas morais da vida, como apelando ao homem como indivíduo, deixando de lado as leis cerimoniais e outras que dizem respeito apenas à nação judaica. Deste ponto de vista, a coleção de ditos e advertência de Ben Sira foi escrita, traduzida para o grego e distribuída como guia prático (παιδαγωγός:), dando instruções de um ponto de vista prático ou utilitarista sobre as várias relações do homem para o homem na esfera doméstica e social da atividade. O livro contém a ética popular na forma proverbial como resultado da experiência cotidiana, sem princípios e ideais filosóficos ou religiosos mais elevados; também em relação à caridade, o autor adota uma visão popular (veja: Ben Sira). É possível que outros livros de natureza similar existissem na era pré-Macabeus e foram perdidos (veja: Aicar).
De um caráter mais elevado são os ensinamentos éticos que emanaram dos círculos Ḥasideano no tempo dos Macabeus, como os que estão contidos em Tobias, especialmente no cap. iv.; aqui se encontra a primeira vontade ou testamento ético (ẓawwa'ah), dando um resumo dos ensinamentos morais, com a Regra de Ouro: Não faça isso a ninguém se você odeia! como a máxima principal. Há ensinamentos éticos ainda mais elaborados nos Testamentos dos Doze Patriarcas, nos quais cada um dos doze filhos de Jacó, em suas últimas palavras a seus filhos e filhos de seus filhos, revê sua vida e lhes dá lições morais, advertindo-os contra um certo vício do qual ele foi culpado, para que eles possam evitar o castigo divino, ou recomendá-los a cultivar uma certa virtude que ele praticou durante a vida, para que eles possam ganhar o favor de Deus. As principais virtudes recomendadas são: amor pelo próximo; indústria, especialmente em atividades agrícolas; simplicidade; sobriedade; benevolência para com os pobres; compaixão até mesmo pelo bruto, e evitar toda a paixão, orgulho e ódio. Paradas de despedida éticas semelhantes são atribuídas a Enoc no Enoc Etíope (xciv. e segs.) e o Enoc Eslavo (lviii. e segs. ), e aos três patriarcas.
A literatura helenística de propaganda, da qual o poema didático sob o pseudônimo de Focílides é o mais característico, fez com que a propagação da ética judaica extraída da Bíblia fosse seu principal objetivo em prol da conquista do mundo pagão ao monoteísmo puro. Foi devido a esse esforço que certos princípios éticos foram estabelecidos como diretrizes para os gentios; em primeiro lugar, os três pecados capitais, idolatria, assassinato e incesto eram proibidos; então, essas chamadas Leis de Noé foram gradativamente desenvolvidas em seis, sete e dez, ou trinta leis de ética, vinculadas a todo ser humano. Em relação à literatura ética para conversos, ver Didache.

### Rabínica
Todo o sistema rabínico de ética é baseado em leis humanitárias de justiça. Em vez de cometer qualquer um dos três pecados capitais—idolatria, adultério, homicídio - o homem (até mesmo os gentios) deve desistir de sua vida; por desconsideração desta proibição, o pagão perde sua reivindicação sobre a compaixão humana e o amor, enquanto a solene aceitação dela assegura-lhe a reivindicação de amor e apoio. Foi com referência ao mundo gentio que a Regra de Ouro foi pronunciada por Hillel como o princípio cardinal da lei judaica. Akiva é mais explícito: O que quer que você tenha feito a ti, não faça a teu próximo, por isso não o magoes, não falas mal dele; não revele seus segredos aos outros; que a sua honra e a sua propriedade sejam tão queridas para ti como as tuas próprias.
O escopo da ética judaica abrange não apenas o judeu, mas o homem, o semelhante (veja: Criatura). Isto é enfatizado por Ben Azzai quando ele diz:[carece de fontes?] A Torá, começando com o livro das gerações do homem, estabeleceu a grande regra para a aplicação da Lei: Amar o próximo como a ti mesmo. Ame a criatura! é, portanto, a máxima de Hillel, e ódio da criatura é denunciado por R. Joshua.

#### Ideal e Motivo.
A fonte e o ideal de toda a moralidade é Deus, em cujos caminhos o homem deve andar. Como Ele é misericordioso e gracioso, então o homem deveria ser. Isto está de acordo com o ser escolhido de Abraão para ordenar aos seus filhos e à sua casa depois dele que observem o caminho do Senhor, pratiquem a integridade e a justiça . O motivo da ação moral deve ser o puro amor de Deus, ou o temor de Deus, e não o desejo de recompensa. Não seja como os servos que servem ao seu senhor para obter uma parte, mas deixe que o temor de Deus esteja sobre você.
O princípio cardinal da ética rabínica é que a própria essência de Deus e Sua lei é a perfeição moral; daí o ditado de R. Simlai: Seiscentos e treze mandamentos foram dados a Moisés; então Davi veio e os reduziu a onze no Salmo; Isaías, a seis; Miqueias, para três, Isaías novamente, para dois, e Habacuque, para um: O justo vive por sua fidelidade (A. V. fé). As nações pagãs, sem a crença em um ideal divino de moralidade, recusaram-se a aceitar a lei do Sinai impondo a santidade da vida, do casamento e da propriedade.
A religião e a ética estão, portanto, intimamente entrelaçadas, pois é o motivo que decide o valor moral, o caráter bom ou mau da ação. As palavras Eu sou o Senhor teu Deus, seguindo um mandamento bíblico, expressam a ideia de que Deus julga os homens pelo motivo que brota do coração e que escapa ao conhecimento do homem. Uma má ação feita a partir de um bom motivo é melhor do que uma boa ação inspirada por um motivo maligno [egoísta]; daí a vontade de pecar é de maior conseqüência que o próprio pecado. Todo bom ato deve, portanto, ser feito por amor a Deus—le-shem shamayim—ou de Sua lei—lishmah. O homem tem livre arbítrio: Faça a sua vontade como se fosse a tua vontade, para que Ele possa fazer a tua vontade como se fosse a Sua; anule a tua vontade antes da Sua vontade, para anular a vontade de outros homens antes teu. Os justos têm seus desejos em seu poder; os iníquos estão no poder de seus desejos.
A ética rabínica, a ética dos fariseus, ao adotar as visões rigorosas do Ḥasidim em princípio, modificou-os, dando a devida consideração ao conjunto da vida e opondo-se às tendências ascéticas dos essênios e aprofundou-se muito e ampliou o sentido e o escopo da moralidade e do dever, infundindo novas ideias e motivos éticos nas leis e nas histórias da Bíblia, elevando a letra da lei a um alto padrão de espiritualidade. Os belos tipos éticos criados pelos Ḥasidim a partir da vida dos patriarcas e dos antigos líderes de Israel tornaram-se protótipos e modelos tradicionais, e cada lei mosaica, tendo sido amplamente amplificada na prática Ḥasidiana, recebeu um significado mais profundo na esfera do dever e responsabilidade. Por outro lado, o desprezo dos essênios por mulheres e lares e o conforto da vida era fortemente combatido pelos fariseus, consequentemente, a ética rabínica desenvolveu um espírito saudável, prático e vigoroso de moralidade que nada tem do sentimentalismo e do outro mundo de outros sistemas, e não é absorvido por conceitos meramente socialistas ou altruístas da vida. Seu caráter é melhor descrito pela máxima de Hillel: Se eu não sou para mim mesmo, quem é para mim? E, sendo só para mim, o que sou eu? E se não for agora, quando?.

#### Dever de auto-afirmação.
O homem como filho de Deus tem em primeiro lugar todos os deveres em relação ao seu próprio eu. Aquele que se submete a desnecessárias auto-castigações e jejuns, ou até se nega a gozar o vinho, é um pecador. O homem tem que dar conta de todo gozo legal que ele recusa. O homem tem o dever de preservar a sua vida, sua saúde. Alimentos que são perigosos para a saúde devem ser mais protegidos do que aqueles proibidos ritualmente. Ele deve mostrar auto-respeito em relação a ambos os seus corpos, "honrando-a como a imagem [santuário] de Deus, e suas vestes. Ele deve aperfeiçoar-se pelo estudo da Lei, que deve ser de importância primordial. A terceira pergunta que Deus faz ao homem no Juízo Final é se ele estudou a Lei. Mas o estudo deve ser combinado com o trabalho. Maior é o mérito do trabalho do que da devoção. Amar o trabalho; ele honra o homem (veja: Trabalho). É preciso remover todos os motivos de suspeita para parecer irrepreensível diante dos homens, assim como diante de Deus. O homem é intimado a ter uma esposa e obter a posteridade. Quem vive sem esposa vive sem alegria e bênção, sem proteção e paz; ele não é um homem completo, e para isso ele tem que dar conta no grande Dia do Julgamento. Para esta acentuação da dignidade e santidade da vida doméstica (veja: Mulher).

#### Justiça e Retidão.
A ética social é melhor definida pelas palavras de R. Simeão b. Gamaliel: O mundo repousa sobre três coisas: justiça, verdade e paz. Justiça (din, correspondendo ao mishpaṭ bíblico) sendo Deus, deve, de acordo com os Rabinos, bem como no Mosaísmo, ser justificado a todo custo, seja o objeto de grande ou pequeno valor. Deixe a justiça perfurar a montanha é a máxima característica atribuída a Moisés. Aqueles que culpam e ridicularizam o Talmudismo por suas minúcias barulhentas ignoram os importantes princípios éticos subjacentes a todo o seu código judicial. Denuncia como fraude todo modo de tirar proveito da ignorância de um homem, seja judeu ou gentio; cada negociação fraudulenta, todo ganho obtido apostando ou jogando ou elevando o preço de pães por especulação, é roubo; toda vantagem derivada de empréstimos de dinheiro ou de alimentos é usura; cada quebra de promessa no comércio é um pecado que provoca a punição de Deus; todo ato de descuido que expõe os homens ou coisas ao perigo e ao dano é uma transgressão culposa. Estende-se muito além da responsabilidade dos estatutos bíblicos para cada objeto dado sob custódia de uma pessoa ou encontrado por ele. Não é apenas o Novo Testamento, mas farisaico, ética que coloca insultos, apelidos, ou humilhação, na mesma categoria do assassinato, e quais marcas como calúnia a divulgação de relatórios malignos, mesmo quando verdadeiros, ou a ouvir fofocas caluniosas, ou a causa de suspeita, ou a provocação de comentários desfavoráveis sobre um vizinho.

#### Verdade e Paz
A primeira questão que o homem é perguntado no Juízo Final é se ele lidou justamente com seu vizinho. Tampouco as riquezas da injustiça são aplacadas para fins caritativos ou religiosos, o princípio judaico sendo, Uma boa ação [miẓwah] causada por uma má ação [aberah] é um ato maligno. A ideia judaica de justiça (ẓedaḳah) inclui benevolência (veja: Caridade), na medida em que o proprietário da propriedade não tem o direito de reter dos pobres a sua parte. Se ele faz, ele age como Sodoma; como um idólatra; ou como um ladrão. Por outro lado, os rabbis decretaram, contra a prática dos essênios, que ninguém tinha o direito de doar mais do que o quinto dos seus bens à caridade. A irmã gêmea da justiça é a verdade, e aqui também os Ḥasidim foram os primeiros a insistir que o juramento não deveria ser recorrido, mas que o sim do homem deveria ser sim, e seu não, não. Deus castigará aquele que não cumprir a sua palavra. Aquele que prevaricou é como aquele que adora um ídolo em vez do Deus da verdade. Deve-se ter cuidado para não se desviar da verdade, mesmo nas convencionalidades ou na diversão, foi o ensinamento de Shamai. Ensina a tua língua a dizer: Eu não sei, para que não te envolvas em alguma inverdade. Deus odeia quem fala com a sua língua o que ele não significa em seu coração. Foi o pai dos cananeus que os ensinou a falar falsidade. A verdade é o sinal de Deus.
Embora a paz seja recomendada e exortada em todos os lugares como o benefício mais elevado do homem, o ódio, o briguento e a raiva são condenados como levando ao assassinato. O mais elevado princípio da ética, tanto rabínico como bíblico, é a santidade, isto é, separação e elevação, acima de tudo que é sensual e profano (isto é, tudo na vida animal que é contaminante ou degradante). As palavras que estão à frente do capítulo principal sobre ética na lei mosaica: Sereis santos, porque eu, o Senhor teu Deus, sou santo, são explicados como: Seja separado [perushim] de um mundo que é viciado aos apetites e paixões da carne, a fim de me santificar, imitando os meus caminhos. Afaste-se de tudo levando à impureza. A santidade de Deus se manifesta em Sua justiça punitiva, que consome o que é errado e o que é pecado. Deste princípio emanava a necessidade de um povo consagrado ao serviço de um Deus santo, e toda a legislação mosaica, com suas leis higiênicas e matrimoniais, dava um significado e propósito ético elevado a toda a vida do judeu. Da mesma forma, a santidade do sábado elevou a vida doméstica e social a um nível ético mais elevado. Os minuciosos preceitos da lei rabínica espiritualizavam cada parte da vida. Assim, quando a lavagem das mãos antes e depois de cada refeição era obrigatória, era santificar o corpo e a mesa do judeu (veja: Ablução). A alegria do sábado também deveria ser santificada pelo vinho (veja: Ḳiddush).
A partir do pensamento de um Deus santo emanou estas quatro virtudes:
1. A virtude da castidade,[181][182] que fecha o olho contra visões impróprias e o coração contra pensamentos impuros.[183] Daí a máxima de R. Meir:[184] Guarda a tua boca do pecado, o teu corpo do mal, e eu [Deus] serei contigo.
2. A virtude da humildade. Como a grandeza de Deus consiste em Sua condescendência,[185] a Xekiná repousa apenas sobre os humildes,[186][187] enquanto o orgulhoso é como aquele que adora outro deus e afasta Deus.[188]
3. Veracidade. Mentirosos, escarnecedores, hipócritas e caluniadores não podem aparecer diante do rosto de Deus.[189]
4. Reverência por Deus. O medo de Deus leva ao medo do pecado,[190] e inclui reverência por pais e professores.[191][192]

#### Ḳiddush e Ḥillul ha-Shem.
Assim, a ideia da santidade de Deus tornou-se, na ética rabínica, um dos mais poderosos incentivos à conduta pura e nobre. Amarás o Senhor teu Deus, é explicado para significar; Aja de tal maneira que Deus seja amado por todas as Suas criaturas. Conseqüentemente, Israel, sendo como o povo-sacerdote, intimado como o sacerdote Aaronita (descendente de Aarão) a santificar o nome de Deus e evitar tudo o que tende a profaná-lo (Lv 22:32), não é apenas obrigado a dar sua vida como testemunha ou mártir pela manutenção da verdadeira fé, mas de modo a comportar-se em todos os sentidos a fim de impedir que o nome de Deus seja desonrado por Israelitas. O maior pecado de fraude, portanto, é aquele cometido contra um não-israelita, porque leva à injúria do nome de Deus. A profanação do Santo Nome é um pecado mais grave do que qualquer outro; é uma iniquidade que, de acordo com Is. xxii. 14—nunca será expiado até a morte—uma tradição estranhamente alterada no Novo Testamento (A blasfêmia contra o Espírito Santo não será perdoada aos homens). O desejo de santificar o nome de Deus, por outro lado, leva os homens a tratar os adeptos de outros credos com a máxima imparcialidade e equidade.

#### Relações Éticas.
A ideia fundamental da ética judaica é, portanto, a da verdadeira humanidade, sem distinção de raça ou credo. Os justos (não os sacerdotes, levitas e israelitas) entrarão na porta do Senhor. É proibido tirar proveito da ignorância de qualquer criatura semelhante, até mesmo dos pagãos: (Só habitará na tenda de Deus aquele que não toma a usura nem de gentios nem de judeu). Ninguém pode ser chamado justo diante de Deus, que não é bom para com os seus semelhantes. O respeito pelos semelhantes é de tal importância que as proibições bíblicas podem ser transgredidas por sua conta. Especialmente os mortos não reclamados exigem um enterro respeitoso. Os gentios devem participar de todo o trabalho benevolente de uma cidade que apele à simpatia humana e da qual depende a manutenção da paz entre os homens, como sustentar os pobres, enterrar os mortos, consolar os que estão de luto e até mesmo visitar os doentes.
A relação entre homem e mulher está na ética rabínica, baseada no princípio de castidade e pureza que beirará a santidade. É a herança dos Ẓenu'im, ou Ḥasidim, que lutaram segundo os mais altos padrões de santidade. Nenhum outro vício parece aos rabinos tão detestável quanto o discurso obsceno; e daquele que não é tímido, dizem que seus pais não estavam entre os que receberam a Lei de Deus no Sinai. Essa ideia da santidade da relação matrimonial é vista no próprio nome do casamento—kiddushim= consagração (veja: Casamento). As relações das crianças e dos pais são baseadas no princípio de que Deus colocou o medo e a honra devidos aos pais na mesma categoria daqueles devidos a Si mesmo, sendo os pais para a criança os representantes de Deus. As relações do aluno com o professor (religioso) são ainda mais elevadas, na medida em que a preparação do aluno para a vida eterna está envolvida. O temor por teu professor deve ser como o temor por Deus. A reverência é devida igualmente a todos os superiores em sabedoria, e deve se estender tanto ao coração quanto à forma externa (Veja: Pais ;Reverência; Professores).
A terna compaixão é ordenada ao mestre no tratamento de seu servo; ele não deveria privá-lo de qualquer prazer, para que ele não possa sentir que ele é de natureza semelhante ao seu mestre. O amor fraternal se estende até ao culpado, que deve ser tratado com humanidade.
A amizade é altamente valorizada no Talmud; a própria palavra para associado é amigo (ḥaber). "Compre-se um companheiro. Companheirismo ou morte.
Os mandamentos bíblicos referentes ao tratamento do bruto são amplificados na ética rabínica, e um termo especial é cunhado para Crueldade aos Animais (Ẓaar baale ḥayyim). Não se sentar à mesa antes de os animais domésticos serem alimentados é uma lição derivada de Deuteronômio. Compaixão pelo bruto é declarada como tendo sido o mérito de Moisés, que o fez pastor de seu povo, Enquanto Judá ha-Nasi viu em sua própria doença a punição por ter falhado em mostrar compaixão por um bezerro assustado. Árvores e outras coisas de valor também entram no âmbito da ética rabínica, já que sua destruição é proibida, de acordo com Dt. xx. 19. A principal máxima dos rabinos não é insistir no direito de alguém, mas agir gentilmente e de forma justa além da linha da mera justiça (lifnim mi-shurat ha-din), para que "você possa andar no caminho de bons homens e manter os caminhos dos justos. R. Simlai resumiu a Lei nas palavras: Seu princípio é o ensino da bondade, e assim é o seu fim.

#### Literatura Ética dos Rabinos.
Neste espírito, os ditos éticos dos rabinos antigos foram reunidos em obras especiais, a mais antiga das quais é o tratado mixnaico Pirke Abot, e no comentário Guemará—tal como o comentário de R Natã, em Derek Ereẓ Rabbah e Derek Ereẓ Zuṭa, e em Masseket Kallah. A parte original de Tanna debe Eliyahu, que parece ter contido o texto e o comentário Guemará de um Mishnat Hasidim, pertence à mesma classe de trabalhos éticos do período tannaítico como o Pirḳe di-Rabbenu ha-Ḳadosh, que começa com uma despedida endereço de Judá ha-Nasi para seus filhos. Todos estes são, provavelmente, sobreviventes de uma antiga literatura Ḥasidean, portanto, colocam especial ênfase nas virtudes do Essenismo, castidade, humildade e santidade.
Portanto, não é apenas acidental que as obras éticas (sifre musar) na literatura judaica medieval apresentem as mesmas características da piedade extrema, ou Ḥasidismo, uma vez que foram escritas por místicos alemães que afirmavam ser adeptos das tradições essênicas ou da Cabala vindo das autoridades orientais mais antigas. A mais antiga dentre essas obras, pertencente à metade do século XI, traz o título Vontade ética de R. Eliezer, o Grande, porque começa com um discurso de despedida de R. Eliezer b. Hircano;[carece de fontes?] mas é realmente um trabalho de Eliezer B. Isaac de Worms intitulado Orḥot Hayyim. O trabalho ético mais elaborado e popular deste tipo é o Sefer Ḥasidim de Judá b. Samuel, o Ḥasid de Regensburg. Seu pupilo, Eleazar b. Judá de Worms, escreveu um trabalho de ética halakica sob o título de Roḳeaḥ. Asher ben Jehiel escreveu uma vontade ética dirigida a seus filhos; assim fez seu filho Judá b. Asher (veja: Testamentos Éticos).[carece de fontes?] Um trabalho ético anônimo, sob o título de Orḥot Ẓaddiḳim, que Güdemann acredita ter sido composto por Lippman Mülhausen,[carece de fontes?] apareceu no século XV na Alemanha. O Yesh Noḥalin de Abraão ha-Levi Horwitz o pai de Isaiah, no final do século XVI, e o trabalho ético popular Ḳab ha-Yashar, de Hirsh Kaidenower, no início do século XVIII, pertencem à mesma classe da ética alemã com um toque de misticismo Ḥasidean. Mais sistemáticas, embora não filosóficas, são as obras éticas Menorat ha-Ma'or, de Israel Alnaqua, uma grande parte da qual foi incorporada por Elijah b. Moses di Vidas em Reshit Ḥokmah,[carece de fontes?]/ e o popular Menorat ha-Ma'or, de Isaac Aboab. Quanto a estes e outros trabalhos éticos, ver Zunz, Z. G. pp. 122–157, que contém exemplos de cada um deles; também Bäck, Die Sittenlehrer vom 13ten bis 18ten Jahrhundert, em Winter e Wünsche, Die Jüdische Literatur, iii. 627-651, onde exemplos também são dados; e Abrahams, Chapters on Jewish Literature, 1899, pp. 189–199. Todos esses livros éticos medievais têm um traço característico: eles ensinam compaixão e amor aos judeus e aos gentios, e insistem em motivos puros e altruístas, e no amor a Deus e ao homem, em vez de na esperança pelo paraíso.

### Filosófica
O termo ética filosófica é aqui entendido para significar os princípios filosóficos em que pensadores judeus se esforçaram para basear a ética do judaísmo. O primeiro desses pensadores foi Philo. A discussão de questões morais entra em grande parte em seus escritos; e embora seu tratamento não seja sistemático, suas doutrinas podem ser facilmente rastreadas. Como quase todos os outros filósofos gregos, Philo considera que o fim da conduta moral é o desejo de felicidade. Os chamados bens externos e corpóreos, tais como riqueza, honras e afins, são apenas vantagens, não uma realidade boa. A felicidade, então, deve consistir no exercício e na vida real de acordo com a excelência e, naturalmente, de acordo com a mais alta excelência—isto é, com aquilo que é o melhor no homem. Este é o melhor da alma, que, sendo uma emanação da Deidade, encontra a sua bem-aventurança no conhecimento de Deus e no esforço de imitá-lo, tanto quanto possível. O oposto deste summum bonum é o auto-conceito mental que corresponde na esfera moral ao amor-próprio. Consiste em atribuir as realizações no domínio da moralidade ao intelecto criativo do homem (υοῦς ποιήτικος), em vez de à mente universal (Logos). Neste, Philo está em oposição direta aos estóicos, cujo princípio ético ele segue; pois, segundo eles, o homem é auto-suficiente para a aquisição das virtudes que levam ao summum bonum. Caim (= possessão) tipifica, de acordo com Philo, o egoísta, que atribui tudo à sua própria mente, enquanto Abel (= respiração) tipifica aquele que atribui tudo à mente universal. O autoconhecimento completo envolve desespero pessoal, e aquele que tem desespero de si mesmo conhece o Eterno.

#### Responsabilidade e Livre Arbítrio.
Para que o homem seja responsável, é necessário que ele possua o conhecimento do certo e do errado. Na verdade, nada é louvável mesmo nas melhores ações, a menos que sejam feitas com compreensão e razão. O homem, portanto, foi dotado de consciência, que é ao mesmo tempo seu acusador, juiz e conselheiro. Outra condição essencial à responsabilidade do homem é a liberdade de escolha entre motivos opostos. O homem tem uma mente dúplice: o racional, dirigido para o universal, e irracional, que busca o particular e transitório. O último, que é o verdadeiro agente moral, é, em sua condição original, moralmente neutro e tem a escolha entre o bem e o mal.
A fonte do mal é o corpo, que trama contra a alma. Intimamente conectados com o corpo estão os sentidos e sua prole, as paixões, as quais, embora, como dom divino, não são más em si mesmas, estão em antagonismo à razão. O princípio mais elevado da moralidade é, portanto, aquele ensinado por Platão e pelos estóicos; ou seja, a mais extrema renúncia possível da sensualidade e a extirpação do desejo e das paixões (ib.). Isso não significa, no entanto, a adoção do ascetismo. Antes de se viciar em uma vida contemplativa, ele deve ter cumprido os deveres para com a humanidade—em relação a parentes, amigos, membros da tribo, país e raça—e até mesmo em relação aos animais.
Se você vê alguém, recusando-se a comer ou beber nos horários habituais, ou recusando-se a lavar e ungir seu corpo, ou negligenciando suas roupas, ou dormindo no chão ao ar livre, e dessa maneira simulando o autocontrole, você deve ter pena de suas ilusões e mostrar-lhe o caminho pelo qual o autocontrole pode realmente ser alcançado. (De e o Queter Deterius Potiori Insidiari Soleat i. 195)

#### Virtudes Cardeais
Como Platão, Philo reconhece quatro virtudes cardeais e considera que o bem é o mais alto deles. Esta ideia é representada pelo rio que regou o paraíso. Como se diz que este rio se dividiu em quatro grandes correntes, de modo que a bondade compreende quatro virtudes; ou seja, prudência, fortaleza, temperança e justiça. Em outro lugar, Philo descreve as principais virtudes como piedade e humanidade ou como piedade e justiça. Destes, a piedade toma o lugar principal. Consiste em amar a Deus como o Benfeitor, ou pelo menos temê-lo como o Governante e Senhor. Uma vida de acordo com Deus é definida por Moisés como uma vida que ama a Deus. A virtude da temperança é de grande importância. É tipificado pela serpente de bronze; pois se a mente tendo sido mordida por prazer, a serpente de Eva é capaz de contemplar a beleza da temperança, a serpente de Moisés, e através dela ver a Deus, ela viverá. Intimamente conectado com a temperança está o autocontrole, que também é o inimigo do prazer e do desejo. Ao lutar contra o prazer, Philo, em oposição aos filósofos gregos, considera o trabalho como um meio de progresso humano. Fortitude, de acordo com Philo, não consiste em coragem marcial, mas em moral. Ele valoriza muito a oração, que é a mais justa flor da piedade; mas deve ser sincero e interior; pois a piedade não consiste em purificar o corpo com banhos e purificações.

#### Características da santidade.
As quatro características de uma alma piedosa são a esperança (ligada à oração), a alegria, a paz e o perdão. Comporte-se a seus servos, diz Philo, ao orar para que Deus se comporte a você. Pois, assim como os ouvimos, seremos ouvidos e, quando os considerarmos, seremos considerados. Vamos mostrar pena por pena para que possamos receber de volta como por exemplo. Philo reconhece a eficácia do arrependimento. Nunca pecar, diz ele, é a qualidade peculiar de Deus, talvez também de um homem divino; arrepender-se é a qualidade de um homem sábio.

#### Nenhuma filosofia moral no Talmud.
Para os doutores do Talmud, dos Saboraim e dos Gueonim da época de Saadia,[carece de fontes?] os princípios dominantes da vida derivavam da atual concepção de Deus e da relação em que o povo judeu se posicionava em relação a ele. A moralidade era para esses filósofos judeus a vontade encarnada de Deus. Sua máxima era: Não é especulação que é essencial, mas prática; e para a prática da moralidade os judeus tinham que seguir as injunções da Bíblia e do Talmude. Sob a influência da filosofia grega e árabe, os pensadores judeus também voltaram sua atenção para o lado ético do judaísmo, cujos princípios subjacentes procuraram sistematizar e trazer o mais longe possível de acordo com os ensinamentos éticos dos filósofos. Saadia em várias passagens de sua obra religiosa-filosófica Ha-Emunot weha-De'ot lida com questões éticas, como as de livre arbítrio, providência e outras, e dedica seu último capítulo à conduta humana. Que a felicidade é o resultado da moralidade é assumida por ele como um fato; a única questão para ele é, qual é a maior virtude que leva a isso. Assim, ele aponta treze visões diferentes sobre a mais alta virtude e adverte contra a adoção de qualquer uma delas. Para ele, a ordem ideal de vida está na cooperação de todas as inclinações legítimas sugeridas pelas duas faculdades dominantes da alma, amor e aversão, com cada inclinação em seu devido lugar e proporção; a terceira faculdade da alma, a faculdade de discernimento (כח הכרה) sendo o juiz que deve controlar os outros dois. Saadia condena completa ascetismo, e desaprova a negligência total das atividades do mundo, mesmo quando tal negligência se deve ao desejo de aprender.

#### Ética de Ibn Gabirol.
No entanto, a excursão da Saadia no campo da ética foi de pequena importância. Ele toca muito ligeiramente nas qualidades que resultam das forças da alma, e assim deixa seus leitores no escuro quanto à metade do sistema que ele propõe construir. Um sistema dos princípios da ética, independente do dogma religioso ou crença, foi dado por Solomon ibn Gabirol em um trabalho especial intitulado Tiḳḳun Meddot ha-Nefesh (A Melhoria das Qualidades Morais), no qual ele lida com os princípios e condições de virtude, o objetivo da vida e as circunstâncias particulares, fenômenos e resultados da conduta moral. O homem é, segundo Gabirol, o objeto final do mundo visível. Ele tem dois dons divinos em comum com os anjos—fala e razão. Como Platão, Gabirol afirma que o mal não é inato no homem; a alma imortal e racional vem pura das mãos de Deus; somente a alma vegetativa é o lar dos desejos sensuais, que são a fonte de todo mal. O objetivo do homem, portanto, deve ser restringir seus desejos sensuais ao mínimo indefensável. Isso pode ser feito pela aquisição de conhecimento de seu próprio ser e da causa final e pela conduta moral. As qualidades da alma, ou as virtudes e vícios, são atribuídas por Gabirol aos cinco sentidos, que são constituídos pelos cinco humores. Como os humores podem ser modificados um por outro, os sentidos também podem ser controlados, e as qualidades da alma são treinadas para o bem ou para o mal. O objetivo do esforço humano é trazer a união da alma do homem com o mundo superior. Quanto mais ele se despoja da sensualidade corporal, mais perto sua alma se aproxima de uma visão imediata dos mais altos estágios do mundo espiritual. O sistema de Ibn Gabirol tem o defeito de ser unilateral, na medida em que trata apenas dos cinco sentidos físicos e não dos sentidos intelectuais, tais como percepção e compreensão, que participam da natureza da alma.

#### Ética de Baḥya.
Um sistema de ética foi proposto pelo contemporâneo de Ibn Gabirol, Baḥya ben Joseph ibn Paḳuda, em sua obra Ḥobot ha-Lebabot.[carece de fontes?] Tem muitos pontos em comum com o sistema da Gabirol; mas tem um caráter mais religioso e lida mais com o lado prático da ética judaica. Como Ibn Gabirol, Baḥya ensina que o homem é o objeto final deste mundo visível, distinto tanto por sua forma, atividade e intelecto. O objetivo e meta de toda autodisciplina ética, ele declara ser o amor de Deus. Em meio a todas as atrações e prazeres da terra, a alma anseia pela fonte de sua vida, Deus, em quem somente encontra felicidade e alegria. O estudo e a autodisciplina são os meios pelos quais a alma é desviada das más paixões. O padrão de moralidade é a lei; mas é preciso penetrar nos sentimentos incorporados nos 613 preceitos que mostram a via média, igualmente afastados da sensualidade e do desprezo do mundo, ambos anormais e prejudiciais. Como Philo, os valores Baḥya esperam muito e compartilha a opinião de Ibn Gabirol de que a humildade é a mais alta qualidade da alma; faz com que seu possuidor seja gentil com seus semelhantes, negligencie suas deficiências e perdoe ferimentos. O traço característico do sistema ético de Baḥya é sua tendência ao ascetismo, que, embora não seja diretamente defendido, pode ser visto em todas as linhas. Ele recomenda o jejum, a retirada do mundo e a renúncia a tudo o que não é absolutamente necessário.

#### Abraão bar Hiyya.
Abraão bar Ḥiyya seguiu Baḥya.[carece de fontes?] Em sua homilia em quatro capítulos sobre arrependimento, intitulada Hegyon ha-Nefesh, ele divide as leis de Moisés, para corresponder às três classes de homens piedosos, em três grupos, a saber: (1) o Decálogo, o primeiro mandamento de que é meramente uma introdução que acentua a origem divina e o objetivo eterno da lei; (2) o grupo de leis contidas no segundo, terceiro e quarto livros de Moisés, destinados ao povo durante sua peregrinação no deserto ou durante o Exílio, para torná-los uma santa congregação; (3) a legislação deuteronômica, destinada às pessoas que vivem em um estado agrícola e formando um reino de justiça. Todas essas leis são necessárias apenas enquanto a sensualidade prevalece; mas no tempo da redenção messiânica, quando o espírito maligno tiver desaparecido, nenhuma outra lei além daquelas dadas no Decálogo será necessária. A nota de ascetismo é ainda mais acentuada no Hegyon ha-Nefesh do que em Ḥobot ha-Lebabot, e Abraão bar Ḥiyya foi tão longe a ponto de elogiar o celibato, que está em oposição direta à lei de Moisés. Segundo Ḥiyya, o não-judeu pode atingir um grau tão elevado de piedade quanto o judeu.
Como o firme adversário de qualquer tipo de especulação, Judá ha-Levi não está muito preocupado com a filosofia ética; e quando, sob a influência de seu tempo, ele trata filosoficamente algumas questões éticas, como o livre-arbítrio, recompensas e punições, ele segue os rastros batidos de seus predecessores, especialmente Saadia. O versátil Abraão ibn Ezra em seu Yesod Moreh estabeleceu a importante doutrina de que os princípios morais fundamentais que se relacionam com todos os tempos e povos eram conhecidos pelo poder da mente antes que a Lei fosse declarada por Moisés, ou, em outras palavras, as leis éticas são universais. Ele também declarou que o motivo que levava à ação correta era interno.[carece de fontes?]

#### A ética dos Maimônides.
Uma nova partida no campo da ética foi tomada por Maimônides. Como na metafísica, ele segue de perto Aristóteles. Os pontos de vista éticos de Maimônides devem ser encontrados em sua introdução e comentários a Abot, em várias passagens do Sefer ha-Miẓwot, e em seu Yad ha-Ḥazaḳah, especialmente no Hilkot De'ot e Hilkot Teshubah. Na opinião de Maimônides, a ética e a religião estão indissoluvelmente ligadas, e todos os preceitos da Lei visam direta ou indiretamente a moralidade. O objetivo final da criação deste mundo é o homem; a do homem é a felicidade. Essa felicidade não pode consistir na atividade que ele tem em comum com outros animais, mas no exercício de seu intelecto que leva à cognição da verdade. A mais alta cognição é a de Deus e Sua unidade; consequentemente, o summum bonum é o conhecimento de Deus, não através da religião, mas através da filosofia. Isso está de acordo com os ensinamentos do filósofo e, de acordo com Maimônides, do profeta Jeremias, que elogia (ix. 23) nem a perfeição corporal, nem a riqueza, nem a perfeição ética, mas a perfeição intelectual. A primeira necessidade na busca do summum bonum é subjugar a sensualidade e tornar o corpo subserviente à razão.

#### Virtudes morais e intelectuais.
Para que o homem seja considerado o objetivo e o fim da criação deste mundo, ele deve ser perfeito moral e intelectualmente. Nem o sábio sem virtude nem o virtuoso sem conhecimento podem ser perfeitos. Virtude e vício têm sua fonte nas cinco faculdades da alma: o nutritivo, o sensível, o imaginativo, o apetitivo e o deliberativo. A alma é para o intelecto o que matéria é para a formar: é suscetível tanto ao bem quanto ao mal, de acordo com a escolha feita pela faculdade deliberativa. A excelência humana é ou da faculdade apetitiva (virtudes morais); ou da faculdade deliberativa (virtudes intelectuais). As virtudes apetitivas são numerosas e incluem a coragem, a temperança, a magnanimidade, a veracidade, etc. Os vícios da faculdade apetitiva consistem nos opostos das virtudes apetitivas; por exemplo, covardia e aspereza são os extremos opostos da coragem), e ambos são vícios. Entretanto, para tornar a virtude merecedora de elogios e vícios merecedores de culpa, deve haver preferência deliberada. O homem possui uma capacidade natural de julgar o bem e o mal, e ele é perfeitamente livre em sua escolha (veja: Livre-arbítrio). Portanto, as recompensas ou punições prometidas pela observância ou infração dos preceitos também recaem sobre aqueles que não foram avisados pela revelação ou religião. A perfeição intelectual deve ser alcançada pelo estudo da filosofia, começando com o estudo preparatório da mecânica e da matemática. Maimônides distingue sete graus no desenvolvimento religioso e intelectual do homem; o mais baixo é o da barbárie, o mais elevado do conhecimento verdadeiro de Deus, atingido apenas quando a energia intelectual da pessoa é tão predominante que todas as funções mais grosseiras do corpo são mantidas em suspenso.
Esses são os principais princípios sobre os quais Maimônides baseou o sistema ético geral do judaísmo. Eles são essencialmente os de Aristóteles, mas vestidos com trajes judaicos e apoiados por citações da Bíblia e do Talmud. No campo da ética pessoal, Maimônides estabeleceu regras deduzidas dos ensinamentos da Bíblia e dos rabinos. Essas regras lidam com as obrigações do homem para consigo mesmo e para com seus semelhantes. Às obrigações do homem para com ele mesmo, a manutenção de si mesmo na saúde, levando uma vida regular, procurando orientação médica na doença, observando a limpeza do corpo e da roupa, ganhando a vida, etc. Os requisitos para a saúde da saúde a alma é paz (contentamento), moderação na alegria e no luto. Maimônides considera como característica nobre da alma a falta de inclinação para receber presentes. A piedade é uma qualidade generosa da alma. Para desenvolver esse sentimento, a Lei proibiu a crueldade contra os animais. O amor mútuo e a sociabilidade são necessários para os homens. O sentimento de justiça prescrito pela Lei consiste em respeitar a propriedade e a honra dos outros, mesmo que sejam escravos de alguém.
Shem-Ṭob Falaquera escreveu quatro trabalhos sobre várias questões éticas, a saber: Iggeret Hanhagat ha-Guf weha-Nefesh, sobre o controle do corpo e da alma; Ẓeri ha-Yagon, em resignação e fortaleza sob infortúnio; Reshit Ḥokmah, tratando de deveres morais; Sefer ha-Ma'alot, sobre os diferentes graus de perfeição humana. Em todas essas obras, Shem-Ṭob seguiu de perto os ensinamentos de Maimônides.

### Na cabala
A ética ocupa um lugar de destaque na cabala. De acordo com os cabalistas, a perfeição moral do homem influencia o mundo ideal das Sefirot; pois embora as Sefirot esperem tudo do En Sof, o próprio En Sof depende do homem: somente ele pode trazer a efusão divina. O orvalho que vivifica o universo flui do justo. Pela prática da virtude, pela perfeição moral, o homem pode aumentar o fluxo da graça celestial. Até a vida física é subserviente à virtude. Isto, diz o Zohar, é indicado nas palavras porque o Senhor Deus não fez chover, o que significa que ainda não havia ação beneficente no céu porque o homem ainda não havia dado a impulsão.

#### As Virtudes do Justo
Os requisitos necessários para merecer o título de justo são amor a Deus, amor ao homem, verdade, oração, estudo e cumprimento dos preceitos da lei. O amor de Deus é o objetivo final do ser da alma. No amor é encontrado o segredo da unidade divina; é o amor que une os estágios superior e inferior, e isso eleva tudo ao estágio em que todos devem ser um. A vida além é uma vida de completa contemplação e completo amor. O amor, que pela ação da Graça da Sefirá, espalha ordem e harmonia no mundo ideal, deve também trazer ordem e harmonia ao mundo terreno, especialmente na sociedade do homem. A verdade é a base do mundo. Para usar as próprias palavras dos cabalistas, é o grande selo pelo qual o espírito humano foi gravado na matéria; e como um rei terreno gosta de ver sua efígie nas moedas de seu reino, o Rei do universo gosta de ver a marca da verdade no homem. No ato da oração, o corpo coopera com a alma e, com isso, efetua-se a união deste mundo com o ideal. A sabedoria divina que governou a criação do mundo encontra sua expressão no conhecimento humano. Conseqüentemente, o conhecimento da Lei, em seus aspectos éticos e religiosos, é um meio de influenciar o mundo ideal. Além disso, através do estudo, o homem escapa às seduções do mal. O mal está na matéria e é consciente de si mesmo; portanto, pode ser conquistado. O mal é necessário, porque sem ele não pode haver nada de bom. O Zohar diz que todo homem deve viver de tal forma que, no final de cada dia, ele possa dizer: Eu não desperdicei meu dia.
Os escritores filosóficos posteriores, por exemplo , Gersonides e Albo, repetem principalmente as visões éticas de Maimônides até a aparição marcante de Spinoza , que nem na fonte nem na influência é estritamente judaica.

### Moderna
Sob este título, propõe-se tratar dos acordos e diferenças entre os conceitos e teorias e as práticas resultantes da ética judaica e as das principais escolas éticas dos tempos modernos. Os ensinamentos fundamentais do judaísmo baseiam a ética no conceito de que o universo está sob propósito e lei—isto é, que constitui uma ordem moral, criada e guiada pela vontade divina, um Deus pessoal, em quem o pensamento, a vontade e o ser são idênticos. e coincidente, e que, portanto, é o Todo-Bom, sua natureza excluindo o mal. O homem, criado à imagem de Deus, é um agente moral livre, dotado (1) da percepção que distingue o certo do errado, sendo certo aquilo que se harmoniza com a ordem moral das coisas e serve aos seus propósitos, errado sendo aquilo que está em consonância com esta ordem e entraria em conflito com ela e se oporia a ela; e (2) com a vontade e o poder de escolher e fazer o certo e evitar e abandonar o errado.
A lei moral, portanto, é autônoma; o homem acha isso envolvido em sua própria natureza. O homem sendo composto de corpo e alma, ou mente, a ação moral não é automática ou instintiva. Tem que superar a oposição que surge dos elementos animais (apetites, egoísmo), que se destinam a estar sob o controle e servem aos propósitos da mente e da alma. O reconhecimento do direito, a determinação de fazê-lo e a execução dessa resolução são os três momentos do ato moral. O motivo que impulsiona não é o resultado externo do ato (recompensa ou punição), mas o desejo e a intenção de ser e se tornar o que o homem deve e pode ser. O homem é assim uma personalidade moral, como tal capaz de harmonizar sua conduta com os propósitos do Todo, e através dessa concordância, elevar seu eu individual à importância e valor de uma força permanente na ordem moral das coisas. Todo homem é e pode agir como uma personalidade moral; o summum bonum é a realização na terra de condições nas quais todo homem pode viver a vida em consonância com sua dignidade como uma personalidade moral. Este estado é o reino messiânico (מלכות שמים). A certeza de que esse reino virá e esse direito pode ter raízes na compreensão do universo e do mundo do homem como um cosmo moral. Israel, em virtude de ser o povo histórico cujo gênio floresceu (1) no reconhecimento dos propósitos morais subjacentes à vida e tempo e mundo (veja: Deus), e o último (כאחרית) O triunfo do certo sobre o errado, assim como (2) na apreensão da dignidade e do destino do homem como personalidade moral, deriva de sua história o direito e, portanto, está sob sua obrigação de antecipar em sua própria vida as condições do cumprimento messiânico, ilustrando assim a possibilidade e potência de uma vida consoante com as implicações da ordem moral das coisas, e pelo exemplo influenciando todos os homens a buscar e encontrar o objetivo da vida humana na ambição de estabelecer entre os homens as harmonias morais resultantes da reconhecimento de que o homem é uma personalidade moral e que as forças do universo estão sob a lei moral.

#### I. Moralista.
A ética judaica, então, difere do cristão ao insistir que o homem, agora como no começo, ainda tem o poder de discernir entre o certo e o errado e escolher entre eles. A consciência do pecado e o desamparo do pecador não são ensinados ou reconhecidos. Portanto, a ética judaica não é tingida de quietismo ou ascetismo. Renúncia e submissão não estão entre as tendências que promove ou justifica. A resistência ao mal, e sua derrota pelo bem reparador e positivo, é a tônica da moralidade judaica, individual e social. Tanto o pessimismo quanto o otimismo são eliminados por uma síntese superior; o primeiro como negativo da piedade inerente (ou criação moralmente proposta) do universo e do valor essencial da vida humana, o último como ignorando o lugar atribuído ao homem na economia das coisas, e, com sua insistência unilateral de que o que quer que seja, está certo, paralisando as energias do homem. O meliorismo, o esforço consciente de melhoria, talvez expresse o caráter da ética judaica.

#### II. Autônomo.
Tampouco a ética judaica está no mesmo plano do moralismo de senso comum de Shaftesbury e Hutcheson, ou de Wolff e da escola do Aufklärungsphilosophie. Deles é um sistema de hedonismo moral, que reduz a vida moral a uma equação de felicidade, grosseira ou refinada, sensual ou espiritual. O desejo de felicidade não é a verdadeira base da ética. Nem é verdade, como insistiu nesta escola, que a felicidade, exceto no sentido do sentimento de harmonia interior com as implicações e obrigações da personalidade humana, atende à ação moral, assim como o efeito segue a causa. Como todo o hedonismo, o dos moralistas também beira o utilitarismo, a teoria de que o que é útil (para si mesmo ou para o maior número) é moral. Na modificação da equação original entre utilidade e moralidade, que faz com que a ética judaica não considera esses sentimentos presentes ou conseqüências resultantes como outros que não sejam moralmente inconsequentes. Eles não são propostos como motivos ou objetivos. Em outras palavras, a dignidade (santidade) é o objetivo e a prova da conduta moral, de acordo com o ensino ético judaico.
Isso revela até que ponto a ética judaica concorda com a de Kant, que, mais do que qualquer outro, deixou sua marca no pensamento ético moderno. Kant, insistindo que nenhum propósito ulterior deveria determinar a ação humana—indo ao extremo de sustentar que o grau de repugnância que deve ser superado, e a ausência de prazer e deleite, por si só, atestam o valor moral de um ato—foi movido, por um lado, por sua dissensão do hedonismo superficial dos moralistas e, por outro, por uma psicologia ainda sob a influência do dogma cristão do pecado original. Nada é bom, mas a boa vontade. Mas a vontade do homem não é naturalmente boa. O homem bom, portanto, deve lutar contra sua inclinação natural. A ausência de gratificação, a quantidade de má vontade superada, são indicativos da bondade da vontade. Prescrições cristãs e hedonistas de recompensas e punições (temporais ou eternas), por boas e más condutas, respectivamente, levaram Kant à exigência de que o objetivo fosse eliminado totalmente da equação de conduta moral. A ética judaica compartilha com Kant a insistência de que as conseqüências, temporais ou eternas, não determinam a ação. Mas a psicologia sobre a qual a ética judaica é fundamentada reconhece que, embora o prazer e o deleite, ou a utilidade social, não devam ser elevados à potência dos motivos, eles são resultados possíveis e concomitantes da ação moral. Tal como acontece com Kant, a ética judaica baseia-se na solenidade e no horror do dever moral, que considera o imperativo categórico, implícito e envolvido na própria natureza do homem.
Mas a ética judaica vê nesse fato imediato da consciência humana e da razão uma relação, além do humano, com a força essencial do universo (Deus). Como o homem é criado à imagem de Deus, ele tem, com essa consciência de obrigação, "consciência", o senso de harmonia ou o reverso de si mesmo com esse destino essencial do homem. A máxima fundamental dos judeus, como a ética kantiana, insiste em ações que podem e devem ser imitadas por todos. Mas, na ética judaica, essa aplicabilidade baseia-se na certeza de que todo homem, como imagem de Deus, é uma personalidade moral, portanto, um agente, não uma ferramenta ou uma coisa. Igualmente com Kant, a ética judaica insiste na autonomia da lei moral, mas faz isso porque esta lei moral está em Deus e através de Deus; porque é mais inclusivo que o homem ou a humanidade, tendo em si a certeza de ser o significado e propósito essencial de tudo o que é realizável. Não é um mero dever que exige, mas uma certeza de que o homem pode fazer o que ele deve fazer, porque todas as forças do universo estão sintonizadas com o mesmo "deve" e estão fazendo para a justiça. Essa visão, por si só, dá uma base firme à vida moral. Dá a realidade e o conteúdo. O imperativo categórico colocado por Kant é apenas formal. A ética judaica preenche o imperativo categórico com conteúdo positivo, sustentando que é dever do homem, conforme determinado pelo destino final da família humana, e como proposto na ordem moral das coisas, estabelecer na terra o reino messiânico, ou, na ética cristã, a comunidade dos santos, o reino de Deus.

#### III. Livre arbítrio.
A ética judaica deduz e proclama suas demandas da liberdade da vontade do homem. O determinismo em todas as suas variedades nega a liberdade humana pelas seguintes razões:
1. Porque a alma é dependente e, portanto, controlada e limitada pelo corpo. A contenção dos deterministas não foi provada. Os elementos materiais são substratos da pessoa humana; como tal, são fatores do seu ser. Mas a alma ou vontade, no entanto, tem o poder de resistir e neutralizar os efeitos dos fatores materiais. Este último, em certa medida, dificulta ou ajuda; mas, quer aumentando ou não as dificuldades, que a vontade encontra em afirmar-se, os elementos materiais podem estar sob o controle da vontade, até a sua destruição (por exemplo, no suicídio). As construções materialistas não enfraqueceram os fundamentos da ética judaica.
2. Porque a regularidade empiricamente invariável da ação humana foi estabelecida pelas estatísticas morais. No máximo, as tabelas de estatísticas morais provam a influência das condições sociais como freios ou estímulos à força de vontade humana; mas, confrontado com a questão crucial: Por que um indivíduo e não outro cometem o ato (irregular)? a teoria falha ignominiosamente. Não prova que as condições sociais sejam permanentes. O homem os mudou por sua própria vontade sob uma visão mais profunda da lei de suas relações morais com outros homens. Portanto, os argumentos derivados da estatística moral não tocam o cerne da doutrina judaica da liberdade moral do homem.
3. Porque a vontade é determinada por motivos, e estes surgem das condições fixadas pela hereditariedade e pelo ambiente. O máximo que esta contenção estabelece é que os homens são responsáveis pelas condições que deixam para a posteridade. Estas condições podem tornar difícil ou fácil a afirmação da vontade na escolha de motivos, mas eles não podem privar a vontade do poder de escolher. O ambiente pode ser mudado e os motivos dele decorrentes modificados. A ética judaica não se baseia na doutrina do livre-arbítrio absoluto, mas na da liberdade de escolha entre motivos. O homem age com base em motivos; mas a educação, a disciplina, o treinamento da mente para reconhecer a influência que os motivos têm sobre a ação e testá-los por sua concordância ou dissonância com o ideal da conduta humana envolvida no destino superior do homem, permitir que o homem faça a melhor escolha e elimine todos os motivos básicos. Mesmo concedendo o máximo que a teoria da determinação de motivos estabelece, a ética judaica continua em terreno seguro quando predica a liberdade da vontade humana.
4. Porque a liberdade humana tem sido negada por motivos teológicos como incompatível com a onipotência e presciência de Deus.[303][304] As dificuldades do problema também foram sentidas pelos filósofos judeus.[305] Ainda assim, as dificuldades são em grande parte de natureza escolar. A ética judaica dá ao homem a liberdade de se colocar do lado dos propósitos divinos ou tentar se colocar em oposição a eles. Sem essa liberdade, a vida moral é roubada de sua moralidade. O homem pode fazer nada contra Deus, a não ser trabalhar sua própria derrota; ele pode fazer tudo com Deus trabalhando em harmonia com o propósito moral e o destino subjacente à vida.

#### IV. Relação com a ética evolucionista.
A ética judaica não é enfraquecida pelas teorias de que a evolução pode ser estabelecida na história das ideias e práticas morais; que os padrões de certo e errado mudaram; e essa consciência falou uma multidão de dialetos. Mesmo a teoria de Spencer e outros de que a consciência é apenas um acréscimo lento de impressões e experiências baseadas na utilidade de certos atos não é fatal para os princípios principais da teoria ética judaica. A evolução, no seu melhor, meramente traça o desenvolvimento da vida moral; não oferece solução para sua origem, por que o homem passou a desenvolver essa gama peculiar de julgamentos sobre sua conduta passada e a desenvolver ideais reguladores de conduta futura. A natureza humana, então, em sua constituição, deve ter levado potencialmente desde o início tudo o que realmente evoluiu a partir e através dela no lento processo do tempo. O homem tende, assim, às moralidades, e estas são refinadas e espiritualizadas em medida crescente. A ética judaica é assim intocada em seu cerne pelo método evolutivo de tratamento dos fenômenos da vida moral do homem.

#### V. Baseado na Religião.
A ética judaica e a religião judaica são inseparáveis. A vida moral, é verdade, não depende do dogma; há homens que, embora sem credos dogmáticos positivos, são intensamente morais; como, por outro lado, há homens que combinam correção religiosa e litúrgica, ou emocionalismo religioso, com indiferença moral e torpeza moral. Além disso, a altitude moral de um povo indica a de seus deuses, enquanto o inverso não é verdadeiro. No entanto, a religião sozinha eleva a ética a uma certeza; a vida moral sob a construção religiosa é expressiva do que é central e supremo em todo o tempo e espaço, ao qual todas as coisas estão sujeitas e que todas as condições servem. Deus é, na concepção judaica, a fonte de toda moralidade; o universo está sob o destino moral. A chave para todo ser e tornar-se é o propósito moral postulado pelo reconhecimento de que a vontade suprema da mais elevada personalidade moral é o Criador, o Autor e o Regente de Todos. Em Deus, as sublimidades morais são uma só. Por isso, o conceito de Deus judaico pode ser melhor interpretado em valores morais (ver treze de Deus Middot). Justiça, amor, pureza são o único serviço que o homem pode oferecer. A imoralidade e a religiosidade judaica são mutuamente exclusivas. A vida moral é uma consagração religiosa. Cerimônias e símbolos são para disciplina moral e expressão de santidades morais. Eles apelam para a imaginação do homem de modo a aprofundar nele o senso de sua dignidade moral, e levá-lo a uma maior sensibilidade ao dever.

#### VI. Bases Religiosas Necessárias.
Os ensinamentos éticos da religião somente, e especialmente a religião judaica, estabelecem a relação do homem com ele mesmo, com sua propriedade, com os outros, em uma base ética. A religião apresenta Deus como o Doador. A ética não religiosa é incompetente para desenvolver consistentemente as obrigações do homem de viver, de modo que a medida de sua vida, e o valor e mérito de todos os outros homens, aumentará. Por que o homem não deve ser egoísta? Por que o super-homem de Nietzsche, que está além do bem e do mal, não se justifica em usar sua força como ele lista? A religião, e somente isso, ou uma interpretação religiosa da ética, torna o vínculo social algo mais abrangente do que um pacto acidental e natural (material) entre os homens, uma política, um arranjo prudencial para tornar a vida menos onerosa; só a religião torna a benevolência e o altruísmo algo mais elevado do que meras especulações antecipatórias sobre possíveis reivindicações de benefícios quando a necessidade surgir, ou o impulso reflexo de uma transferência subjetiva da miséria objetiva do outro para si mesmo, de modo que a piedade sempre é mostrada apenas para o eu (Schopenhauer). A religião mostra que, como o homem é o recipiente de tudo o que ele é e tem, ele é o mordomo do que lhe foi dado (por Deus) pelo seu uso e de todos os seus semelhantes.
Com base nisso, a ética judaica repousa suas doutrinas de dever e virtude. O que quer que aumente a capacidade de mordomia do homem é ético. Qualquer que seja o uso do tempo, talento ou tesouro que aumente as possibilidades de serviço humano, é eticamente consagrado. O judaísmo, portanto, inculca como ética a ambição de desenvolver poderes físicos e mentais, já que o aumento do serviço depende da medida do aumento dos poderes do homem. A riqueza não é imoral; a pobreza não é moral. O desejo de aumentar as reservas de poder é moral, desde que esteja sob a consagração da responsabilidade reconhecida por um serviço maior. Os fracos têm direito à proteção dos fortes. Propriedade implica deveres, que estabelecem seus direitos. A caridade não é uma concessão voluntária por parte dos bem situados. É um direito ao qual os menos afortunados têm direito na justiça (צדקה). A principal preocupação da ética judaica é a personalidade. Todo ser humano é uma pessoa, não uma coisa. A doutrina econômica é antiética e não-judaica se ignora e torna ilusória essa distinção. A escravidão é por esse motivo imoral. A ética judaica nessa base não é individualista; não está sob o feitiço do outro mundo. É social. Ao consagrar todo ser humano à mordomia de suas faculdades e forças, e considerando cada alma humana como pessoa, a ética do judaísmo oferece a solução para todas as perplexidades da vida política, industrial e econômica moderna. Israel como o povo modelo será exponencial, entre seus irmãos de toda a família humana, dos princípios e práticas que são envolvidos, sustentados e demandados pelo monoteísmo ético que eleva o homem à dignidade da imagem e da imagem de Deus. O consagra o mordomo de toda a sua vida, seu talento e seu tesouro. No reino messiânico, ideal para ser antecipado por Israel, a justiça será entronizada e encarnada na instituição, e essa justiça, o correlato social da santidade e do amor, é a paixão ética do judaísmo moderno, como era antigamente.